# Tour de Lombardie 1998
La 92e édition du Tour de Lombardie a eu lieu le 17 octobre 1998. Il s'agit de la dixième et dernière épreuve de la Coupe du Monde.

## Parcours
Parcours extrêmement accidenté, avec 4 grandes ascensions : la Madonna del Ghisallo (km 88), le Col Brianza (km 119), le Col Valpiana (km 151) et la Forcella di Bura (km 220).

## Récit de la course
km 145

Andrei Kivilev, Rolf Sørensen, Mirko Gualdi et Vladimir Duma se détachent. Quelques kilomètres plus loin, Vladimir Duma s'isole en tête de la course.

km 166

Michele Bartoli sort du peloton alors qu'il reste encore 87 km à parcourir et rejoint Vladimir Duma. Au même moment, Gianni Bugno (vainqueur du Tour d'Italie, de Milan-San Remo et double champion du monde) abandonne alors qu'il dispute la dernière course de sa carrière en Italie.

km 170

Alors que Bartoli et Duma sont repris par le peloton, Oscar Camenzind, récent champion du monde, se détache avec dans son sillage Michael Boogerd et Wladimir Belli.

km 198

Chute de Camenzind qui revient sans peine sur ses 2 compagnons d'échappée.

km 215

Wladimir Belli est lâché par Boogerd et Camenzind, puis est rapidement repris par un groupe de 4 contre-attaquants : Michele Bartoli, Gilberto Simoni, Pascal Richard et Felice Puttini.

km 249

Dans la dernière ascension, Michael Boogerd tente de démarrer mais Oscar Camenzind le contre et s'envole en solitaire vers la victoire. Felice Puttini règle au sprint le groupe de contre-attaque pour le gain de la troisième place.

Oscar Camenzind devient le 6e coureur de l'Histoire à remporter le Tour de Lombardie vêtu du maillot arc-en-ciel de champion du monde après Alfredo Binda en 1927, Tom Simpson en 1965, Eddy Merckx en 1971, Felice Gimondi en 1973 et Giuseppe Saronni en 1982. Par la suite, seul Paolo Bettini en 2006 réiterera cette performance.

## Classement final
|    | Coureur           | Équipe          | Temps           |
| -- | ----------------- | --------------- | --------------- |
| 1  | Oscar Camenzind   | Mapei-Bricobi   | 5 h 59 min 01 s |
| 2  | Michael Boogerd   | Rabobank        | + 6 s           |
| 3  | Felice Puttini    | Ros Mary        | + 1 min 21 s    |
| 4  | Michele Bartoli   | Asics           | 1 min 21 s      |
| 5  | Pascal Richard    | Casino          | 1 min 21 s      |
| 6  | Gilberto Simoni   | Cantina Tollo   | + 1 min 57 s    |
| 7  | Marco Serpellini  | Brescialat      | + 3 min 50 s    |
| 8  | Markus Zberg      | Post Swiss Team | 3 min 50 s      |
| 9  | Andrei Zintchenko | Vitalicio       | 3 min 50 s      |
| 10 | Andrea Tafi       | Mapei-Bricobi   | 3 min 50 s      |